# DNA 추출
DNA 추출(영어: DNA extraction)은 1869년에 프리드리히 미셔에 의해 개발되었다. 현재 DNA 추출은 분자생물학이나 법의학에서 자주 사용되는 기법이다. 화학적 방법의 경우 추출에 사용되는 다양한 키트가 있으며 본인의 목적에 맞는 올바른 키트를 선택해야 추출 절차에 소요되는 시간을 절약할 수 있다. PCR 민감도 검출은 상용 키트 간의 편차를 나타내는 것으로 간주된다.

## 기본 절차
기본 절차는 다음과 같다.
1. 연구할 세포를 수집해야 한다. 이때 수집의 양은 사용하는 방법에 따라 다르다.
2. 세포막을 부수면 내부의 세포질과 함께 DNA가 노출된다(세포 용해)..
  - 세포막과 핵의 지질은 세제와 계면활성제로 분해된다.[a]
  - 프로테아제를 추가하여 단백질을 분해한다.[a]
  - RNase를 추가하여 RNA를 분해한다.[a]
3. 이 용액을 농축된 염 용액(식염수)으로 처리하여 부서진 단백질, 지질 및 RNA와 같은 파편을 함께 덩어리로 만든다.
4. 덩어리진 세포 파편을 DNA에서 분리하기 위해 용액을 원심 분리한다.
5. 세포 용해 단계에서 사용되는 세제, 단백질, 염 및 시약으로부터 DNA를 정제한다. 이때 가장 일반적으로 사용되는 절차는 다음 3가지이다.
  - 일반적으로 0°C에 가까운 에탄올 또는 이소프로판올에 의한 에탄올 침전. DNA는 이러한 알코올에 녹지 않기 때문에 함께 응집되어 원심분리 시 펠릿을 생성한다. 일반적으로 아세트산 나트륨을 첨가하여 이온 강도를 증가시켜 DNA의 침전을 개선한다.
  - 페놀로 하여금 시료의 단백질을 변성시키게 하는 페놀-클로로포름 추출. 샘플을 원심분리한 후 변성된 단백질은 유기상에 머무르고 핵산을 함유한 수상은 클로로포름과 혼합되어 용액에서 페놀 잔류물을 제거한다.
  - 버퍼의 pH 및 염 농도에 따라 핵산이 고체상(실리카 또는 기타)에 결합(흡착)할 수 있다는 사실에 의존하는 미니컬럼 정제.

DNA에 결합된 세포 및 히스톤 단백질은 프로테아제를 첨가하거나, 나트륨 또는 암모늄 아세테이트로 단백질을 침전시키거나, DNA 침전 전에 페놀-클로로포름 혼합물로 추출하는 방법 등으로 제거할 수 있다.
분리 후, DNA는 일반적으로 TE 완충용액 또는 초순수에 있는 약알칼리성 완충용액에 용해된다.

## 방법 선택
가장 일반적인 DNA 추출 방법에는 유기 추출, Chelex 추출 및 고체상 추출이 있다. 이러한 방법 모두 분리된 DNA를 산출하지만, 산출되는 DNA의 품질, 양 등은 전부 다르다. 그래서 DNA 추출 방법을 선택할 때는 비용, 시간, 안전성, 오염 위험 등 여러 요소를 고려해야 한다.
다양한 생물학적 샘플에 대해 상업적으로 이용 가능한 DNA 추출 키트가 있다.

### 유기 추출
유기 추출에는 여러 다른 화학 용액을 추가하고 배양하는 것이 포함된다. 용해 단계, 페놀 클로로포름 추출, 에탄올 침전 및 세척 단계를 포함한다. 유기 추출은 값이 싸고 순수한 DNA를 대량으로 생성하기 때문에 실험실에서 자주 사용된다. 쉽지만 여러 단계가 필요하고 다른 방법보다 시간이 오래 걸린다. 또한 독성 화학물질인 페놀과 클로로포름의 바람직하지 않은 사용과 관련이 있으며 여러 튜브 사이에 DNA를 전달하여 오염 위험이 증가한다. DNA의 유기적 추출을 기반으로 하는 여러 프로토콜이 수십 년 전에 효과적으로 개발되었지만 이러한 프로토콜의 개선되고 실용적인 버전도 지난 몇 년 동안 개발 및 출판되었다.

### Chelex 추출
Chelex 추출 방법은 Chelex 수지를 시료에 첨가하고 용액을 끓인 다음 와동 및 원심분리하는 것이다. 세포 물질은 Chelex 구슬에 결합하는 반면 DNA는 상등액에서 사용할 수 있다. Chelex 방법은 유기 추출보다 훨씬 빠르고 간단하며 하나의 튜브만 필요하므로 DNA 오염 위험이 줄어든다. 그러나 Chelex 추출도 단점이 있다. 많은 양을 산출하지 못하며, 산출된 DNA는 단일 가닥이므로 RFLP가 아닌 PCR 기반 분석에만 사용할 수 있다.

### 고체상 추출
스핀 컬럼 기반 추출 방법을 사용하는 것과 같은 고체상 추출은 DNA가 실리카에 결합한다는 사실을 이용한다. DNA를 포함하는 샘플은 실리카 겔 또는 실리카 비드 및 카오트로픽 염을 포함하는 컬럼에 추가된다. 카오트로픽 염은 가닥 사이의 수소 결합을 방해하고 핵산을 소수성으로 만들어 DNA와 실리카의 결합을 촉진한다. 이것은 인산염 잔류물을 노출시켜 흡착에 사용할 수 있다. DNA는 실리카에 결합하고 나머지 용액은 에탄올을 사용하여 씻어내어 카오트로픽 염 및 기타 불필요한 구성 요소를 제거한다. 그런 다음 DNA는 저염 수용액으로 재수화되어 비드에서 DNA가 용출될 수 있다.
이 방법은 PCR 및 RFLP 분석 모두에 사용할 수 있는 고품질의 대부분 이중 가닥 DNA를 생성한다. 이 절차는 자동화할 수 있으며 페놀-클로로포름 방법 보다 낮지만 처리량이 높다. 이것은 1단계 방법이다. 즉, 전체 절차가 하나의 튜브에서 완료된다. 이것은 오염 위험을 낮추어 DNA의 법의학 추출에 매우 유용하다. 여러 고체상 추출 상용 키트는 여러 회사에서 제조 및 판매한다. 유일한 문제는 유기 추출 또는 Chelex 추출보다 비용이 많이 든다는 것이다.

## 특수 유형
일부 샘플에서 DNA를 분리하려면 특정 기술을 선택해야 한다. 복잡한 DNA 분리가 있는 일반적인 샘플은 다음과 같다.
- 부분적으로 분해된 DNA를 포함하는 고고학 샘플.[8]
- 토양, 남색 및 기타 직물 염료의 부식산 또는 혈액 내 헤모글로빈과 같은 후속 분석 절차의 억제제, 특히 PCR 억제제를 포함하는 샘플.
- 효모와 같은 두꺼운 세포벽을 가진 미생물의 샘플.
- 여러 출처의 혼합 DNA를 포함하는 샘플.

Extrachromosomal DNA는 일반적으로 분리하기 쉽다. 특히 플라스미드는 세포 용해 후 단백질 침전에 의해 쉽게 분리될 수 있으며, 이는 염색체 DNA를 불용성 분획에 가두고 원심분리 후 플라스미드 DNA를 가용성 분획으로부터 정제할 수 있다.
Hirt DNA 추출은 포유동물 세포에서 모든 염색체 외 DNA를 분리하는 것이다. Hirt 추출 과정은 고분자량 핵 DNA를 제거하고 세포에 존재하는 저분자량 미토콘드리아 DNA와 바이러스 에피솜만 남긴다.

## DNA 검출
디페닐아민(DPA) 지시약은 DNA의 존재를 확인할 것이다. 이 절차는 DNA의 화학적 가수분해를 포함한다. 가열될 때(예: ≥95°C) 산에서 반응은 데옥시리보스 당을 필요로 하므로 DNA에 특이적이다. 이러한 조건에서 2-데옥시리보스는 w-히드록시레불리닐 알데히드로 전환되고, 이는 화합물인 디페닐아민과 반응하여 청색 화합물을 생성한다. DNA 농도는 600에서 용액의 흡광도 강도를 측정하여 결정할 수 있다. 분광광도계로 흡광도를 측정하고 알려진 DNA 농도의 표준 곡선과 비교한다.
260nm 및 280nm 파장에서 DNA 용액의 흡광도를 측정하는 것은 DNA 순도의 척도로 사용된다. DNA는 제한 효소로 DNA를 절단하고, 아가로스 겔에서 이를 실행하고, 브로민화 에티듐(EtBr) 또는 다른 염색제로 염색하고, DNA의 강도를 알려진 농도의 DNA 마커와 비교하여 정량할 수 있다.
서던 블롯 기술을 사용하여 이 정량화된 DNA를 분리하고 PCR 및 RFLP 분석을 사용하여 추가로 검사할 수 있다. 이러한 절차는 게놈 내에서 반복되는 서열의 분화를 허용한다. 법의학 과학자들이 비교, 식별 및 분석에 사용하는 것은 바로 이러한 기술이다.

## 고분자량 DNA 추출법
이 방법에서 식물 핵은 물리적으로 조직을 분쇄하고 고유한 핵 분리 완충용액(NIB)에서 손상되지 않은 핵을 재구성하여 분리된다. plastid DNA는 세포 소기관에서 방출되고 세척 및 원심분리에 의해 삼투 완충용액으로 제거된다. 그런 다음 정제된 핵을 용해하고 유기 추출에 의해 추가로 세척하고 genomic DNA를 고농도 CTAB로 침전시킨다. 고순도의 고분자량 gDNA를 핵에서 추출하여 높은 pH 완충용액에 녹여 안정적으로 장기간 보관할 수 있다.

## 같이 보기
- DNA 시퀀싱
- 중합효소 연쇄 반응